# Paul Enquist
Pour les articles homonymes, voir Enquist.
Paul Enquist, né le 13 décembre 1955 à Seattle, est un rameur d'aviron américain.

## Palmarès

### Jeux olympiques
- Los Angeles 1984
  -  Médaille d'or en deux de couple[1].